# Pumarín (Oviedo)
Pumarín es un barrio perteneciente al distrito 6 de la ciudad de Oviedo, en el Principado de Asturias, España. Siendo un barrio cercano al centro de la ciudad con los beneficios que ello conlleva para sus habitantes.

## Demografía
Según las estadísticas del Ayuntamiento de Oviedo correspondientes al padrón municipal el barrio o contaba a fecha 31 de mayo de 2023 con 15.945 habitantes.
| Población 2022 | Población 2023 | Población 2024 |
| -------------- | -------------- | -------------- |
| 15.808         | 16.011         | 16.157         |

## Historia
Desde 1991 está en funcionamiento el campus universitario de Humanidades de la Universidad de Oviedo, que cuenta con las facultades de Filosofía, Filología, Geografía e Historia. Su apertura, en el antiguo acuartelamiento del Milán, contribuyó a renovar el barrio al traer muchos estudiantes, provocando la dinamización comercial de la zona. El barrio está bien comunicado por su proximidad a las autopistas A-66 y AS-II que unen Oviedo con Gijón, Avilés y la zona metropolitana y por la estación de autobuses de Oviedo, así como por diversas líneas de TUA que lo atraviesan. Las nuevas instalaciones del Hospital Universitario Central de Asturias, aunque se encuentre en el barrio contiguo de Teatinos, ayudaron a mejorar el mercado de compraventa y alquiler de viviendas por su proximidad.

## Lugares de interés

### Edificio Alsa
Edificio de los años 60 del siglo XX proyectado por el arquitecto Ignacio Álvarez Castelao.

### Amparo Pedregal 11
Hermanos Somolinos 1987.

## Transportes públicos

### Autobuses
Se encuentra conectado por las líneas de autobús urbano B, C, D, E, F, M y BÚHO de TUA y por varias líneas de autobús interurbano de la CTA que tiene parada, origen o destino en el barrio. Además, se encuentra localizado próximo a la estación de autobuses de Oviedo.

#### Estación de autobuses de Oviedo
Cuenta con diferentes destinos regionales, nacionales e internacionales.

### Ferrocarril
Pumarín se encuentra comunicado por ferrocarril encontrándose localizado próximo a la Estación de Oviedo. 

#### Estación de ferrocarril de Oviedo
La estación de Oviedo cuenta con servicios de cercanías encontrándose en el centro del núcleo de cercanías de Asturias y formado parte de la línea C-1 (Gijón - Puente de los Fierros), la línea C-2 (Oviedo - El Entrego) y la línea C-3 (Oviedo - San Juan de Nieva) de Renfe Cercanías y de la línea C-5a (Oviedo - Gijón), la línea C-6 (Oviedo - Infiesto) y la línea C-7 (Oviedo - San Esteban de Pravia) de Renfe Cercanías AM.
Cuenta además con servicios regionales formando parte de la línea R24 (Gijón - León) Regional de Renfe Media Distancia y de la línea R-1f (Oviedo - Ferrol) y la línea R-2f (Oviedo - Santander) de Renfe Cercanías AM.
La estación dispone de servicios Alvia de larga distancia y alta velocidad con conexión directa a Madrid, Alicante y Castellón, estando previstos próximamente servicios AVE.

## Espacios públicos

### Bulevares
- Bulevar de Santullano

### Plazas
- Plaza José González Bernardino

- Plaza de Los Maestros

- Plaza de Eduardo Úrculo

- Plaza Luis Ruiz de la Peña

### Parques
- Parque de San Julián de los Prados

- Parque del Milán

### Parques infantiles
- Parque infantil Plaza Ferrocarriles Económicos

- Parque infantil Plaza La Alameda

- Parque Infantil Plaza de la Once

- Parque infantil Palmira Villa

- Parque Infantil Eduardo Úrculo

- Parque infantil del Milán

- Parque infantil de la plaza de Los Maestros

## Equipamientos públicos

### Educación
- Campus del Milán (Universidad de Oviedo)

- La Casa de Las Lenguas (Universidad de Oviedo)

- Biblioteca de Humanidades Emilio Alarcos Llorach (Universidad de Oviedo)

- Colegio Concertado Amor de Dios

- Colegio Público Germán Fernández Ramos

- Colegio Público Lorenzo Novo Mier

- Colegio Público Pablo Miaja

- Escuela de Teatro Pumarín

- Biblioteca Sara Suárez Solís

### Salud
- Centro de salud de Pumarín

### Deportes
- Polideportivo de Pumarín Luis Riera Posada

### Bienestar
- Centro social de Pumarín